# Герб Селтинского района
Герб Селтинского района — официальный символ Селтинского района Удмуртской Республики Российской Федерации. Герб утверждён 16 апреля 2015 года, внесён в Государственный геральдический регистр Российской Федерации под № 10773.

## Описание
Официальное описание герба:
В золотом поле поставленный на зелёной оконечности зелёный андреевский крест с удлинёнными отвлечёнными и однократно гаммированными вниз верхними концами, к которым снизу примыкают положенные косвенно сообразно изломам два зелёных гонта (по одному к каждой стороне), а сверху (нижними концами) — малый андреевский крест; всё сопровождено вверху золотым, нитевидно окаймлённым зелёным, вырубным крестом

## Символика
Селтинский район находится в западной части Удмуртской Республики. Граничит с Красногорским, Игринским, Якшур-Бодьинским, Увинским и Сюмсинским районами республики и Кировской областью. По территории района протекают 34 речки, имеется множество родников. Самая многоводная река, протекающая по территории района — Кильмезь. Площадь района — 1883,74 кв.км. Лесистость района 56,0 %, при средней по Удмуртии — 64,6 %. Селтинский район образован 15 июля 1929 года из 21 сельсовета Копкинской, Селтинской и Старозятцинской волостей Ижевского уезда. В 1932 году в связи с ликвидацией Новомултанского района, 11 его сельсоветов переданы в состав Селтинского района. А в 1935 году разросшийся район разделён на три района — Селтинский, Увинский и Старозятцинский. С 1963 по 1965 годы район был упразднён, его территория была разделена между Увинским сельским и Игринским промышленным районами. Селтинский район был вновь образован 16 января 1965 года.
По результатам переписи 2010 года, среди населения района удмурты составляли 55 %, русские — 43 %, иные — 2 %. Селтинский район один из 25 сельских районов республики, где удмурты составляют большинство. Экономическая специализация района — производство сельскохозяйственной продукции: зерно, картофель, молоко, мясо, выращивание рыбы. Производством сельскохозяйственной продукции занимаются 7 СПК, 21 крестьянских фермерских хозяйств и индивидуальных предпринимателей.
Районный центр — село Селты. Впервые Селты упоминаются в переписи 1610 года. Через Селты проходит Сибирский тракт. 15 ноября 1790 года через село проезжал Радищев, направляясь в ссылку. В XIX веке Селты были довольно крупным селом, здесь располагались церковь, волостное правление, почтово-телеграфное отделение, земская больница, ветеринарный пункт, школа, земская станция и 6 торговых предприятий. В 1845 году была открыта Пророко-Ильинская церковь, которая впоследствии переименована в Константино-Еленинскую. С 1870 года село Селты являлось центром Селтинской волости Малмыжского уезда Вятской губернии.
Сьолта — один из 70 воршудно-родовых имён удмуртов. Воршуд (от удм. вордыны — родить, растить и удм. шуд — счастье) — в удмуртской мифологии дух предка-покровителя рода. К воршуду обращались за исцелением, покровительством в делах. Воршуду было принято подносить хлеб, блины, птиц и животных. Жертвы подносились путём сжигания в очаге святилища-куалы, в которой, как считалось, и обитал воршуд. Также существовал обычай при переезде в новый дом переносить золу из куалы в старом доме в новую куалу.
Обычай превозношения сосны как дерева Верховного божества Инмара был очень распространён среди местного населения. Ему поклонялись, возле этого дерева совершали жизнеутверждающие молитвы, выполняли святодейственные подношения — «Вверх возносимое» — «Вылэ мычон». Сосна — символизирует природные богатства, неразрывную связь с природой.
Символы цветов :
Зелёный цвет в символике обозначает надежду, изобилие, свободу, природу, экологию.
Золотой (жёлтый) цвет символизирует верховенство, величие, уважение, великолепие, могущество, силу, постоянство, знатность, справедливость, верность.
Образно показывает на золото хлебного урожая, солнце, цветы италмас.

## История

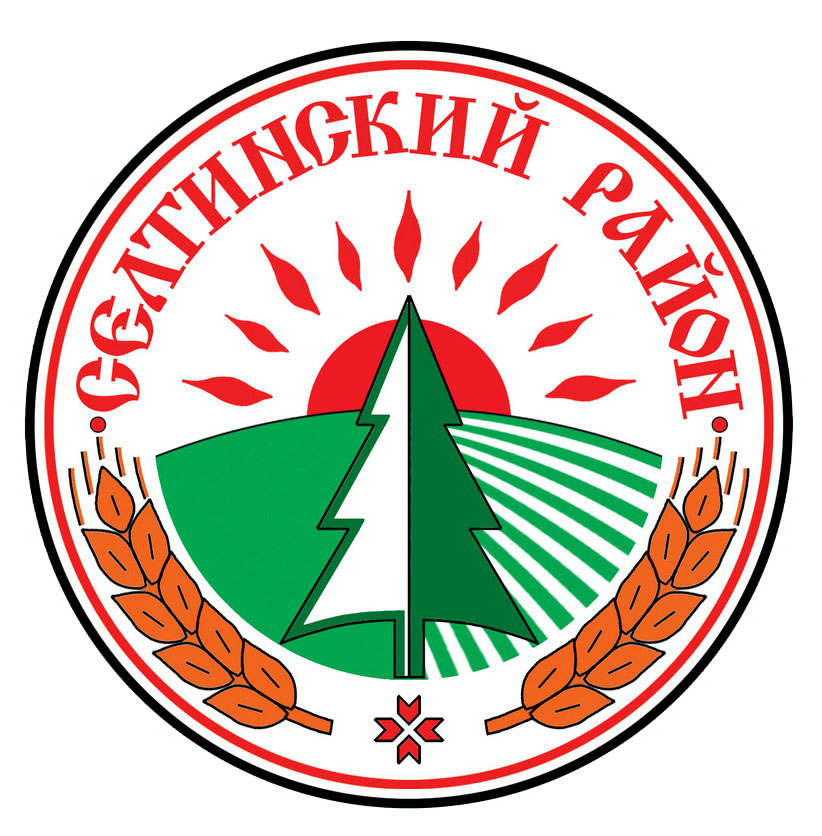
Эмблема района, 2002—2015 года

Эмблема Селтинского района утверждена Селтинским районным Советом депутатов от 5 декабря 2002 года. Описание эмблемы: «Эмблема представляет собой круглый геральдический щит. Поле щита бело-зелёное, обрамлённое лентой черного, белого, красного цвета. Данная окантовка соответствует цветам флага Удмуртской Республики. В поле щита название красного цвета старославянским шрифтом, аналогичного цвета солнце с лучами, символизирующими 9 сельских администраций района. В связи с тем, что основное занятие жителей, проживающих в Селтинском районе, сельское хозяйство, внутри щита изображено зеленое поле и два колоса. Елка в центре щита символизирует наш хвойный лес. Внизу на эмблеме изображён солярный знак, который по преданию оберегает от несчастья. Эмблема может выполняться в чёрно-белом цвете».
В декабре 2013 года был объявлен конкурс на лучший эскиз нового герба района. В 2015 году был представлен проект нового герба, однако решением Совета депутатов МО «Селтинский район» от 16 апреля 2015 года № 224 текст Положения о гербе был отклонен и отправлен на доработку. Отклонённый герб имел следующее описание: «В зелёном поле геральдического французского щита встречная перевязь окаймлённых попарно чёрной финифтью и непарно серебром золотых опрокинутых стропил, образующих при перевязи ромб зелёного цвета с червленым кругом, окаймлённый серебром».
После получения письма из Геральдического совета при президенте РФ Решением Совета депутатов МО «Селтинский район» от 29 октября 2015 года № 254 в Положение о гербе внесены изменения и утверждено описание герба в её нынешней редакции.